# Willa przy ul. Warszawskiej 11 w Milanówku
Willa przy ul. Warszawskiej 11 w Milanówku – willa w Milanówku, położona przy ul. Warszawskiej 11. Została zbudowana ok. 1925 roku. W dniu 6 grudnia 1989 r. została wpisana do rejestru zabytków pod numerem A-1403. 